# Hierophis viridiflavus
Hierophis viridiflavus là một loài rắn trong họ Rắn nước. Loài này được Lacépède mô tả khoa học đầu tiên năm 1789.

## Hình ảnh

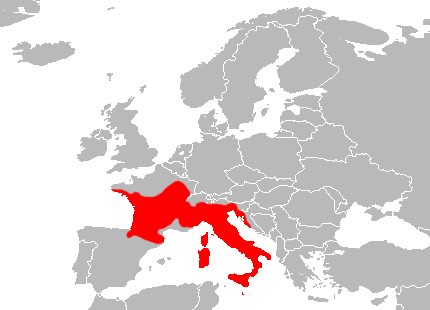
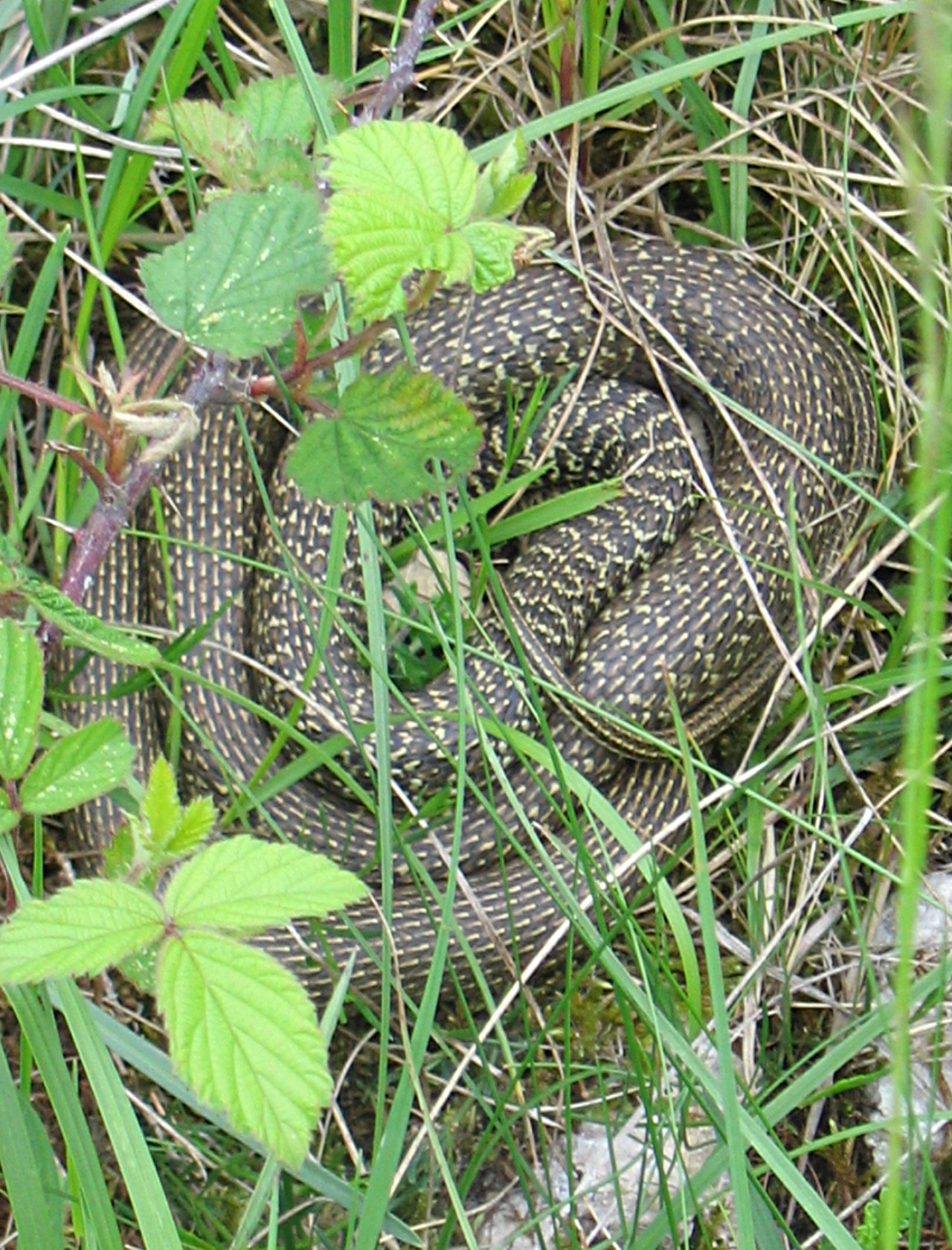
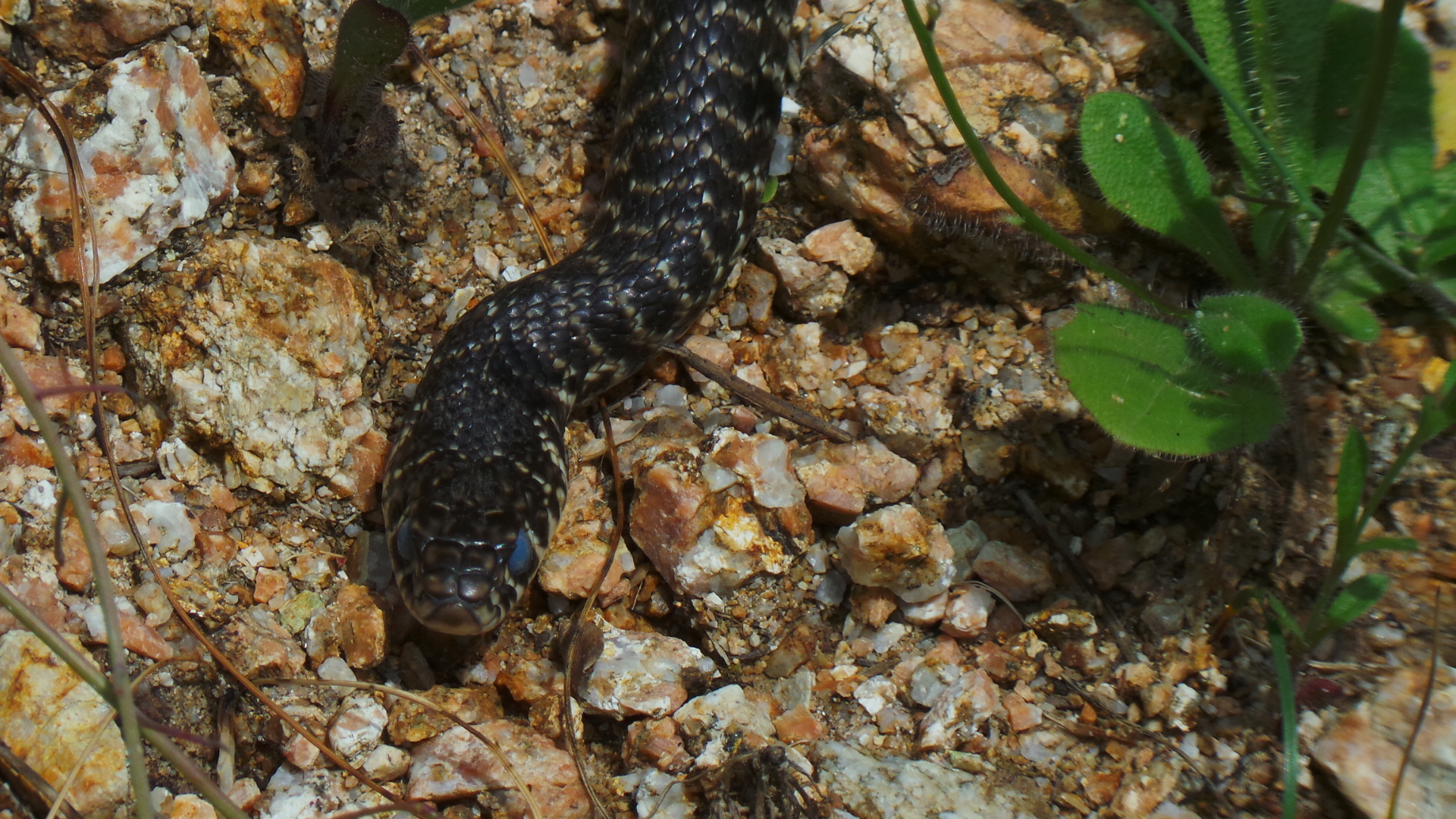
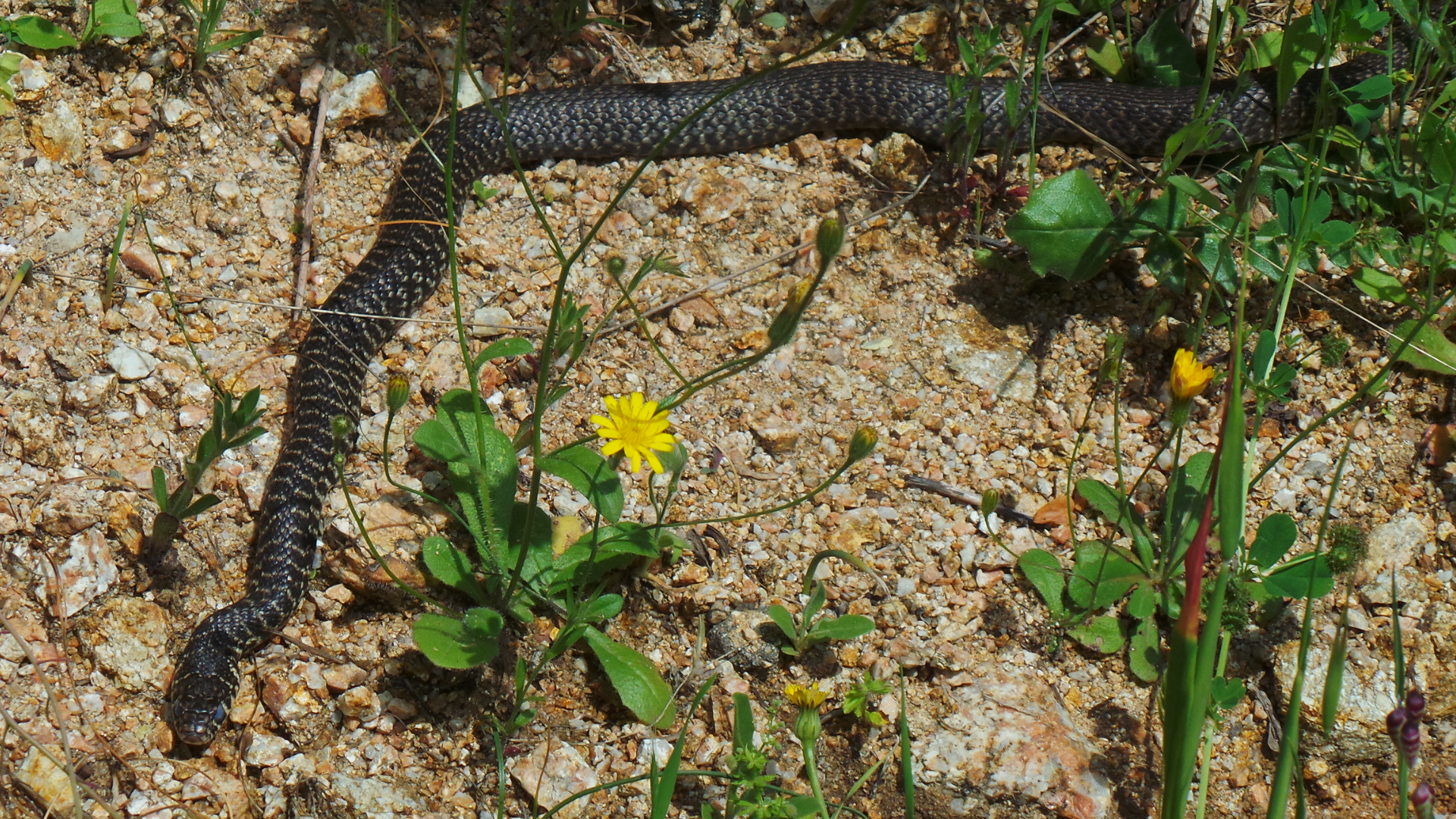